# Дениз Бајсал
Дениз Бајсал (Измир, 5. април 1991) турска је глумица и модел.

## Живот и каријера
Са 10 година почела је да студира глуму у општинском позоришту Измир Карсијака. Такође је радила као позоришна глумица 10 година и почела је да глуми уз подстицај и подршку позоришног наставника. У новембру 2018. Дениз се верила за Бариша Иуртчуа, певача групе Колпа. и венчали су се 6. септембра 2019. године.

## Улоге у ТВ серијама[1]
- Бескрајна песма (2011) - споредна углога
- Дубоке воде (2011) - главна улога
- Очеви и синови (2012) - споредна улога
- Изгубљени град (2012) - споредна улога
- Одбегле невесте (2014-2015) - главна улога
- Бела лаж (2015) - главна улога
- Срце ветра (2016) - главна улога
- Госпођа Фазилет и њене ћерке (2017-2018) - главна улога
- Обећај (2018-2019) - главна улога
- Слушкиње (2020) - главна улога

## Награде
- Турска омладинска награда за најбољу глумицу
- Награде лидерског клуба Универзитета Коцаели  ‘Фејс ту Фејс’  2019.
- Награда за најбољу глумицу, 2020 [2]